# استیو فینبرگ
استیو فینبرگ (به انگلیسی: Steve Feinberg) (زاده ۲۹ مارس ۱۹۶۰) کارآفرین، اقتصاددان و سرمایه‌گذار آمریکایی یهودی‌تبار است، که در سال ۱۹۹۲ شرکت مدیریت سرمایه سربروس را تأسیس نمود. وی هم‌اکنون به‌عنوان ۳۶مین قائم مقام وزارت دفاع ایالات متحده آمریکا فعالیت می‌کند. او از ۲۰۱۸ تا ۲۰۲۱ رئیس هیئت مشورتی اطلاعات رئیس جمهور آمریکا بود و با حفظ سمت ریاست هیئت نظارت بر اطلاعات آمریکا را نیز برعهده داشت.